# Злам мінералів
Злам мінералів, Злом мінералів, (англ. fracture of minerals, нім. Mineralbruch m, Mineralkrümmung f) — одна з фізичних властивостей мінералу. Злам мінералу виникає внаслідок розламування мінералу і характеризує поверхню розколу, який пройшов не по спайності. Розрізняють злам рівний, східчастий, нерівний, скалковий, раковистий.

## Різновиди зламів

### Раковистий злам

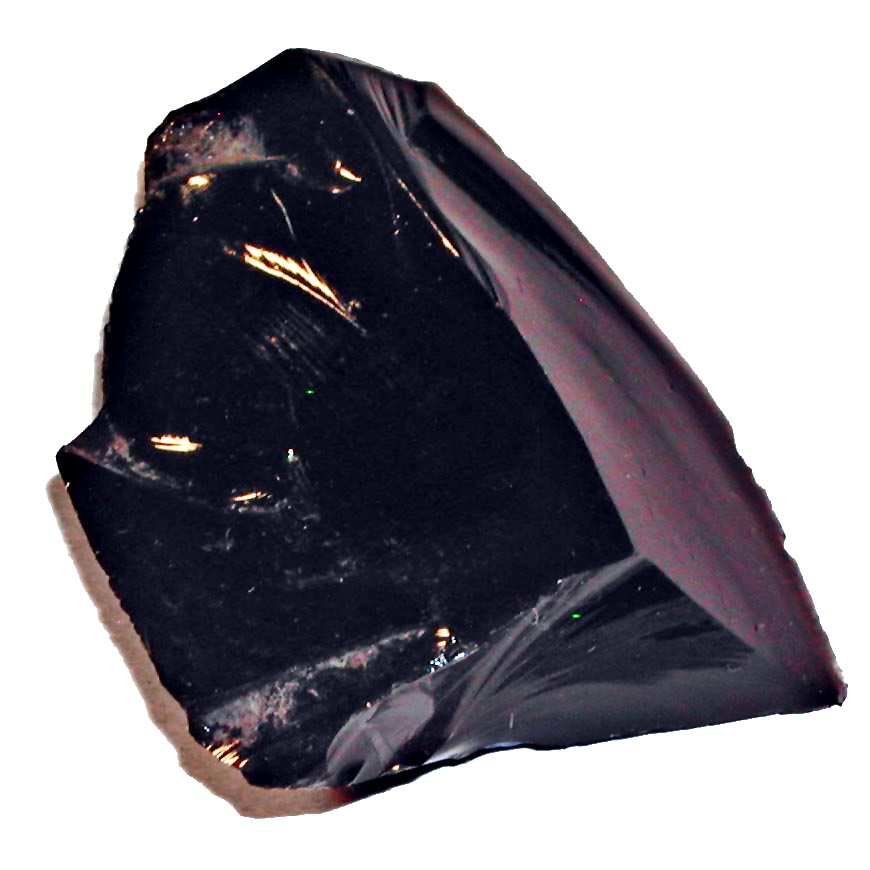
Обсидіан

Раковистий злам — поверхня нагадує мушлю молюска. Часто зустрічається серед таких мінералів, як кремінь, опал або обсидіан, але може також зустрічатись серед кристалічних мінералів, таких як кварц.

### Землистий злам

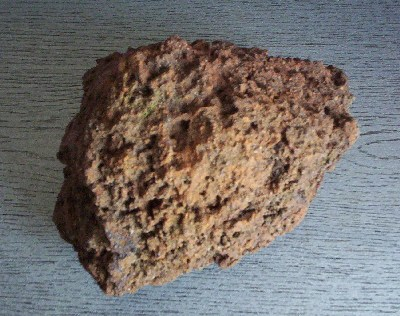
Лімоніт

Землистий злам — нагадує злам при свіжозламаної грудки ґрунту. Його часто зустрічають у відносно м'яких, слабо зв'язаних мінералів, таких як лімоніт, каолініт і алюмініт.

### Шорсткий злам

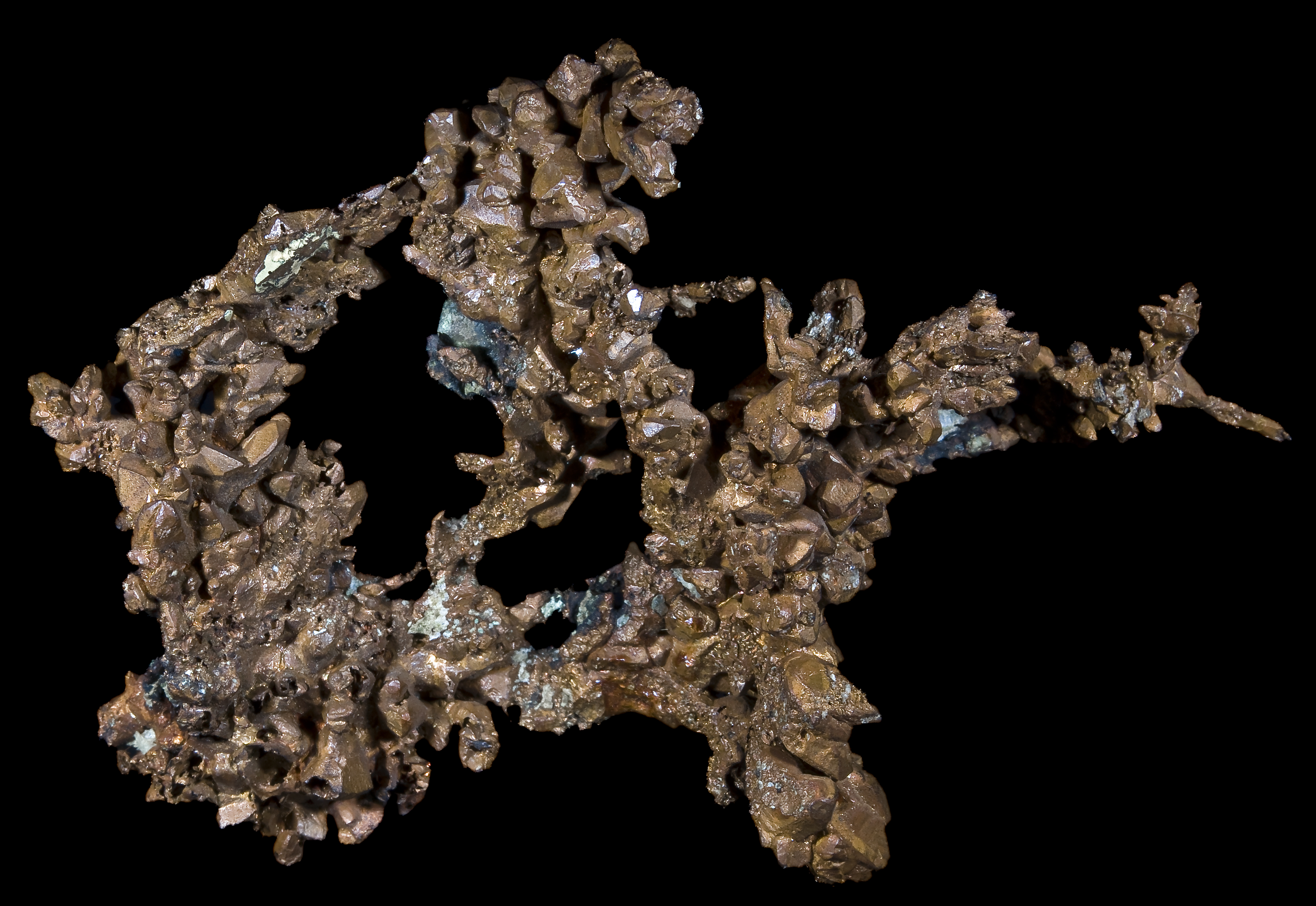
Мідь самородна

Шорсткий злам (також відомий як зазубрений злам) є нерівним, зазубрений, і гострий. Трапляється коли метал розривають, тому характерний для самородних металів, наприклад, самородної міді, самородного срібла.

### Скалкуватий або голчастий злам

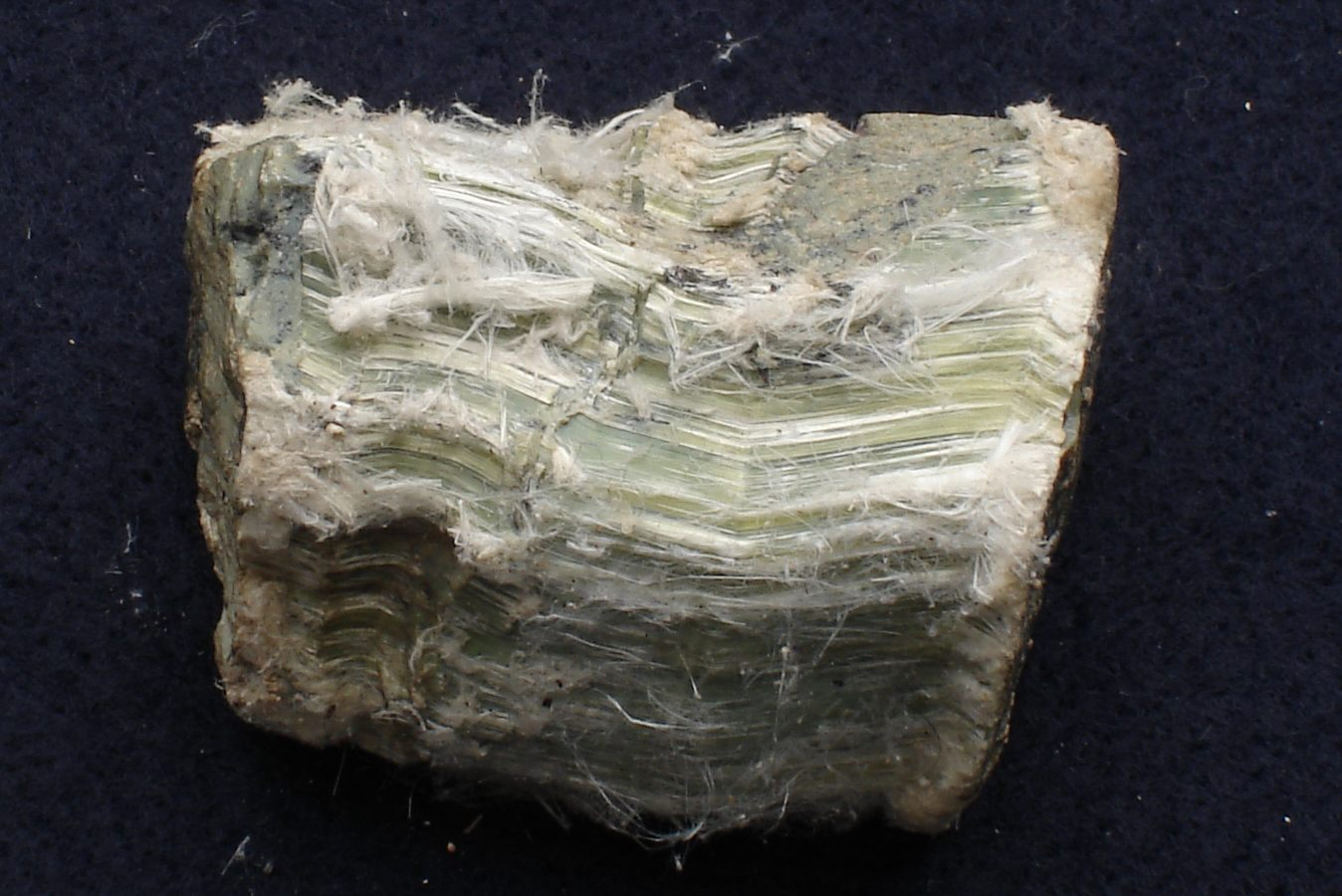
Хризоліт

Скалкуватий злам є звичайним для мінералів волокнистої будови і за характером схожий на злам деревини впоперек волокнистості. Спостерігається в таких мінералах як хризоліт, але також зустрічається в таких як кіаніт.

### Нерівний злам

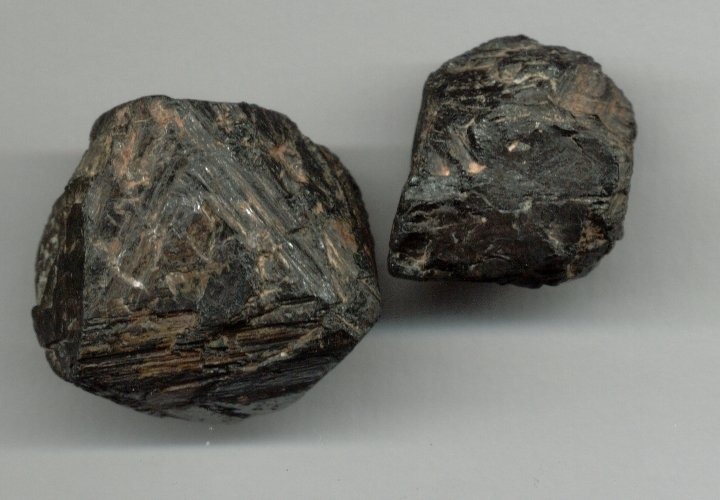
Магнетит

Нерівний злам має шорстку поверхню або поверхню з випадковими неоднорідностями. Такий злам зустрічається в широкому діапазоні мінералів, включаючи арсенопірит, пірит і магнетит.

## Інтернет-джерела
- http://www.galleries.com/minerals/property/fracture.htm [Архівовано 11 серпня 2020 у Wayback Machine.]